# Finales de la NBA de 2016
Las Finales de la NBA de 2016 son las series definitivas de los playoffs del 2016 y suponen la conclusión de la temporada 2015-16 de la NBA. El título se disputó al mejor de siete partidos, Golden State Warriors por la Conferencia Oeste y Cleveland Cavaliers por la Conferencia Este. Las series comenzaron el 2 de junio y finalizaron el 19 de junio con la victoria de Cleveland por 4-3, siendo LeBron James designado como MVP de las Finales y los Cleveland Cavaliers se convirtieron en el primer equipo de la historia de la NBA en dar vuelta una serie estando 3-1 en contra, tras el cuarto encuentro.

## Enfrentamientos previos en temporada regular
| Reportaje   | Fecha      | Equipos                                     | Resultado | Lugar                                    |
| ----------- | ---------- | ------------------------------------------- | --------- | ---------------------------------------- |
| Reportaje 1 | 25/12/2015 | Golden State Warriors - Cleveland Cavaliers | 89 - 83   | Oracle Arena, en Oakland (California)    |
| Reportaje 2 | 18/01/2016 | Cleveland Cavaliers - Golden State Warriors | 98 - 132  | Quicken Loans Arena, en Cleveland (Ohio) |

## Camino hacia las Finales de la NBA
La trayectoria en las eliminatorias de playoffs de ambos equipos ha sido: 
|       | Equipo                | Primera ronda               | Semifinales de Conferencia         | Finales de Conferencia            |
| ----- | --------------------- | --------------------------- | ---------------------------------- | --------------------------------- |
| Este  | Cleveland Cavaliers   | Ganó a Detroit Pistons, 4-0 | Ganó a Atlanta Hawks, 4-0          | Ganó a Toronto Raptors, 4-2       |
| Oeste | Golden State Warriors | Ganó a Houston Rockets, 4-1 | Ganó a Portland Trail Blazers, 4-1 | Ganó a Oklahoma City Thunder, 4-3 |

## Partidos de la Final

### Partido 1
| 2 de junio                       | Cleveland Cavaliers                                       | 89–104               | Golden State Warriors                                               | |  |  |
|                                  | Parciales: 24-28, 19-24, 25-22, 21-30                     |                      |                                                                     | |  |  |
|                                  | Estadísticas Kyrie Irving 26 Kevin Love 13 LeBron James 9 | Reporte Pts Reb Asts | Estadísticas 20 Shaun Livingston 11 Draymond Green 7 Draymond Green | Pabellón: Oracle Arena, Oakland, California Asistencia: 19.596 espectadores Árbitros: Ken Mauer, Marc Davis, Ed Malloy Televisión: ABC |  |  |
| Golden State lidera la serie 1-0 |                                                           |                      |                                                                     | |  |  |
|                                  |                                                           |                      |                                                                     | |  |  |

### Partido 2
| 5 de junio                       | Cleveland Cavaliers                                        | 77–110               | Golden State Warriors                                           | |  |  |
|                                  | Parciales: 21-19, 23-33, 18-30, 15-28                      |                      |                                                                 | |  |  |
|                                  | Estadísticas LeBron James 19 LeBron James 8 LeBron James 9 | Reporte Pts Reb Asts | Estadísticas 28 Draymond Green 9 Stephen Curry 5 tres jugadores | Pabellón: Oracle Arena, Oakland, California Asistencia: 19.596 espectadores Árbitros: Scott Foster, Tony Brothers, James Capers Televisión: ABC |  |  |
| Golden State lidera la serie 2-0 |                                                            |                      |                                                                 | |  |  |
|                                  |                                                            |                      |                                                                 | |  |  |

### Partido 3
| 8 de junio                       | Golden State Warriors                                            | 90–120               | Cleveland Cavaliers                                             | |  |  |
|                                  | Parciales: 16–33, 27–18, 26–38, 20–31                            |                      |                                                                 | |  |  |
|                                  | Estadísticas Stephen Curry 19 Draymond Green 7 Harrison Barnes 8 | Reporte Pts Reb Asts | Estadísticas 32 LeBron James 13 Tristan Thompson 8 Kyrie Irving | Pabellón: Quicken Loans Arena, Cleveland, Ohio Asistencia: 20,562 espectadores Árbitros: Monty McCutchen, Derrick Stafford, Zach Zarba Televisión: ABC |  |  |
| Golden State lidera la serie 2-1 |                                                                  |                      |                                                                 | |  |  |
|                                  |                                                                  |                      |                                                                 | |  |  |

### Partido 4
| 10 de junio                      | Golden State Warriors                                            | 108–97               | Cleveland Cavaliers                                         | |  |  |
|                                  | Parciales: 29–28, 21–27, 29–22, 29–20                            |                      |                                                             | |  |  |
|                                  | Estadísticas Stephen Curry 38 Draymond Green 12 Andre Iguodala 7 | Reporte Pts Reb Asts | Estadísticas 34 Kyrie Irving 13 LeBron James 9 LeBron James | Pabellón: Quicken Loans Arena, Cleveland, Ohio Asistencia: 20,562 espectadores Árbitros: Dan Crawford, Mike Callahan, Jason Phillips Televisión: ABC |  |  |
| Golden State lidera la serie 3-1 |                                                                  |                      |                                                             | |  |  |
|                                  |                                                                  |                      |                                                             | |  |  |

### Partido 5
| 13 de junio                      | Cleveland Cavaliers                                                       | 112–97               | Golden State Warriors                                            | |  |  |
|                                  | Parciales: 29–32, 32–29, 32–23, 19–13                                     |                      |                                                                  | |  |  |
|                                  | Estadísticas Kyrie Irving, LeBron James 41 LeBron James 16 LeBron James 7 | Reporte Pts Reb Asts | Estadísticas 37 Klay Thompson 11 Andre Iguodala 6 Andre Iguodala | Pabellón: Oracle Arena, Oakland, California Asistencia: 19,596 espectadores Árbitros: Monty McCutchen, Marc Davis, Derrick Stafford Televisión: ABC |  |  |
| Golden State lidera la serie 3-2 |                                                                           |                      |                                                                  | |  |  |
|                                  |                                                                           |                      |                                                                  | |  |  |

### Partido 6
| 16 de junio         | Golden State Warriors                                            | 101–115                               | Cleveland Cavaliers                                              | |  |  |
| 9:00 PM             | Parciales: 11–31, 32–28, 28–21, 30–35                            | Parciales: 11–31, 32–28, 28–21, 30–35 | Parciales: 11–31, 32–28, 28–21, 30–35                            | |  |  |
|                     | Estadísticas Stephen Curry 30 Draymond Green 10 Draymond Green 6 | Reporte Pts Reb Asts                  | Estadísticas 41 LeBron James 16 Tristan Thompson 11 LeBron James | Pabellón: Quicken Loans Arena, Cleveland, Ohio Asistencia: 20,562 espectadores Árbitros: Scott Foster, Ken Mauer and Jason Phillips Televisión: ABC |  |  |
| Serie empatada, 3–3 |                                                                  |                                       |                                                                  | |  |  |
|                     |                                                                  |                                       |                                                                  | |  |  |

### Partido 7
| 19 de junio                 | Cleveland Cavaliers                                        | 93–89                | Golden State Warriors                                             | |  |  |
|                             | Parciales: 23–22, 19–27, 33–27, 18–13                      |                      |                                                                   | |  |  |
|                             | Estadísticas LeBron James 27 Kevin Love 14 LeBron James 11 | Reporte Pts Reb Asts | Estadísticas 32 Draymond Green 15 Draymond Green 9 Draymond Green | Pabellón: Oracle Arena, Oakland, California Asistencia: 19,596 espectadores Árbitros: Dan Crawford, Mike Callahan, Monty McCutchen Televisión: ABC |  |  |
| Cleveland gana la serie 4-3 |                                                            |                      |                                                                   | |  |  |
|                             |                                                            |                      |                                                                   | |  |  |

## Televisión
Los siete partidos se emitieron en Estados Unidos por la cadena de televisión ABC. Los partidos tuvieron una audiencia promedio de 19.2, 17.5, 16.5, 16.6, 20.5, 20.7 y 31.0 millones de televidentes respectivamente, alcanzando un índice de audiencia promedio de 11.4 puntos. El séptimo partido fue el más visto en el baloncesto de Estados Unidos desde el sexto partido de las Finales de 1998 entre Chicago Bulls y Utah Jazz.
Los siete partidos tuvieron un índice de audiencia promedio de 38.8 puntos en Cleveland, 34.1 en la Bahía de San Francisco, 20.3 en Columbus, y 19.1 en Sacramento.